# Psydrax pendulina
Psydrax pendulina är en måreväxtart som beskrevs av Sally T. Reynolds och Rodney John Francis Henderson. Psydrax pendulina ingår i släktet Psydrax och familjen måreväxter. Inga underarter finns listade i Catalogue of Life.